# 坂下勝己
坂下 勝己（さかした かつみ、1978年 - ）は、TBSテレビ制作局バラエティ制作部所属の番組ディレクター。主にバラエティ番組の演出を担当している。

## 経歴・人物
岐阜県出身。慶應義塾大学商学部卒業。
2002年にTBSに入社後、一貫してバラエティ番組を制作。2012年、ゴールデンタイムの音楽番組『火曜曲!』の総合演出に抜擢。現在は『ビートたけしのヤラせてTV』、『マツコの知らない世界』を担当。
2016年9月公開の映画『fuji_jyikai.mov』（フジジュカイ ドット エムオーブイ）では、監督・脚本を担当した。

## 担当番組

### 現在
- ビートたけしのヤラせてTV - チーフディレクター
- THE TIME, - 演出

### 過去
- 学校へ行こう! - アシスタントディレクター
- EXH〜EXILE HOUSE〜 - ディレクター
- ザ・ミュージックアワー - ディレクター
- 中居正広の金曜日のスマたちへ - ディレクター
- ゴロウ・デラックス - チーフディレクター
- 火曜曲! - 総合演出
- マツコの知らない世界 - 演出→総合演出→チーフディレクター→総合演出

## 映画
- fuji_jukai.mov（2016年9月30日、吉本興業）[1] - 監督・脚本